# اویزد (ناحیه دوماژلیتسه)
اویزد (به چکی: Újezd) یک منطقهٔ مسکونی در جمهوری چک است که در ناحیه دوماژلیتسه واقع شده‌است. اویزد ۱۱٫۰۳ کیلومتر مربع مساحت و ۳۵۴ نفر جمعیت دارد و ۵۰۳ متر بالاتر از سطح دریا واقع شده‌است.